# ジェイミー・ロバーツ
ジェイミー・ロバーツ（Jamie Roberts、1986年11月8日 - ）は、スーパーラグビーワラターズに所属するラグビー選手。

## プロフィール
- ウェールズ・ニューポート出身。
- ポジションはウィング(WTB)、センター(CTB)、フルバック(FB)。
- 身長 193cm、体重 110kg
- ウェールズ代表キャップは94（2020年6月現在）でラグビーワールドカップ2011・ラグビーワールドカップ2015のウェールズ代表に選ばれた[1]。
- ブリティッシュ・アンド・アイリッシュ・ライオンズに選ばれたことがある[2]。
- バーバリアンズに選ばれたことがある[3]。

## 略歴
カーディフRFC、カーディフ・ブルーズ、ラシン92、ケンブリッジ大学ラグビー部、ハーレクインズ、バース、ストーマーズを経て、2020年、ドラゴンズに加入。
2022年、ワラターズに加入。